# Tao Okamoto
Tao Okamoto (岡本多緒, 22 de maio de 1985, Chiba) é uma modelo e atriz japonesa, cara da Ralph Lauren Corporation. Em 2013, Okamoto estreou no filme The Wolverine, enquanto personagem principal ao lado de Hugh Jackman, interpretando o papel de Mariko Yashida. Em 2016, Tao volta aos cinemas em Batman v Superman, para fazer o papel de guarda-costas de Lex Luthor, Mercy Graves.

## Biografia
Tao nasceu em Chiba, Japão. Começou como modelo enquanto adolescente no Japão, ao 14 anos de idade. Em 2006, Tao decide mudar-se para Paris como o propósito de progredir a sua carreira a nível internacional. Logo depois, Tao realizou a sua estreia nas passarelas da Europa, quebrando barreiras enquanto um dos poucos modelos proeminentes da Ásia Oriental da época. Torna-se então modelo que várias marcas de roupa de renome internacional, incluindo Alexander Wang, Chanel S.A, Dolce & Gabbana, Fendi, Michael Kors, Miu Miu, Ralph Lauren e Yves Saint Laurent. Em 2013 fez a sua estreia no mundo do cinema, interpretando Mariko Yashida no filme The Wolverine, onde juntamente com o ator Hugh Jackman, foi protagonista do filme. Em 2016, ela participou do filme Batman v Superman: A Origem da Justiça, como a guarda-costa do Lex Luthor, Mercy Graves.

## Filmografia

### Filmes
| Ano  | Título                             | Papel          | Notas                              |
| ---- | ---------------------------------- | -------------- | ---------------------------------- |
| 2013 | The Wolverine                      | Mariko Yashida | FIlme de Super-Herói da Fox/Marvel |
| 2016 | Batman v Superman: Dawn of Justice | Mercy Graves   | FIlme de Super-Herói da Warner/DC  |
| 2016 | Crossroads                         | Shiho Nomura   |                                    |
| 2017 | Manhunt                            | Kiko tanaka    |                                    |
| 2018 | Laplace's Witch                    | Rei Kirimiya   |                                    |
| 2019 | Lost transmissions                 | Wendi          |                                    |
| 2019 | She's Just a Shadow                | Irene          |                                    |

### Séries
| Ano       | Título                     | Papel   | Notas                  |
| --------- | -------------------------- | ------- | ---------------------- |
| 2015      | Hannibal                   | Chiyoh  | Série de Serial Killer |
| 2015      | The man in the High Castle | Betty   |                        |
| 2018-2020 | Westworld                  | Hanaryo |                        |